# Jenna+Ron
Jenna+Ron war ein in den 2000er-Jahren aktives Pop-Duo aus Berlin.

## Werdegang
Jenna und Ron Dohanetz sind ein Geschwisterpaar, dessen Familie aus Wittenberg stammt. Bereits die Mutter und zwei Onkel (Stefan Dohanetz bei Pankow, Hans-Peter Dohanetz bei Electra) waren und sind musikalisch aktiv.
Jenna Dohanetz konnte im Sommer 2005 den Produzenten Mic En Sen von ihrem Talent überzeugen, der daraufhin Ron für professionelle Probeaufnahmen ins Studio einlud. Ron begann für Jenna Songs zu schreiben, vorzuproduzieren und zur weiteren Bearbeitung in das Studio zu schicken, eine Liveband aufzubauen und Konzerte zu organisieren. Schon wenig später konnten sie ihren Plattenvertrag bei Valicon Music/Sony BMG unterzeichnen.
Im Jahr 2006 erschien ihre Debütsingle Mittendrin. Anschließend waren sie als Vorband von Christina Stürmer auf Deutschlandtournee, bei einigen Konzerten fungierten sie als Vorgruppe von Tokio Hotel und LaFee.
Beim Bundesvision Song Contest 2007 traten Jenna+Ron für ihr Heimat-Bundesland Sachsen-Anhalt an. Sie belegten mit ihrem Song Jung und willig den 8. Platz.
Ihr Debütalbum Jung und willig entstand unter der Regie des Produzententeams Mic Schröder und Ingo Politz (unter anderem Bell Book & Candle und Silbermond) und ist im März 2007 erschienen.
Anfang 2008 wurde das Duo im gegenseitigen Einverständnis für unbestimmte Zeit auf Eis gelegt, da die Meinungen über nächste Schritte und das Folgealbum stark divergierten.

## Mitglieder
- Jenna Dohanetz (* 22. November 1984 in Berlin)[2]
- Ron Dohanetz (* 31. Mai 1980 in Wittenberg)

## Diskografie
Alben
- 2007: Jung und willig

Singles
- 2006: Mittendrin
- 2007: Jung und willig
- 2007: Immer wenn ich Sterne seh